# Бабинський Іван Андрійович
Іва́н Андрі́йович Ба́бинський (? – до 1650)  — руський (український) шляхтич з роду Бабинських, власного гербу. Зем'янин у Луцькому повіті Волинського воєводства та Овруцькому старостві Київського воєводства Речі Посполитої.  Державний та військовий діяч.

## Біографія та діяльність
Іван Бабинський менший син Андрія Бабинського. Володів землями на Волині та Поліссі, зокрема частинами сіл: Бабин, Бабин (корецький), Кам'яне, Лінчин, Скорч, Тожир. Мав нерухомість у Корці, Луцьку та Мозирі. Фігурує як учасник звернення до варшавського сейму 8 березня 1616 року. У ньому волинська шляхта зверталася до короля задля дотримання своїх зобов'язань, що були затверджені його коронаційною присягою. Поміж іншого у зверненні йшлося про утиски православної Церкви, про повернення відібраних володінь у Києво-Печерського та Жидичинського монастирів. Також було подано прохання щодо звільнення міста Луцьк від військового постою, питання утримання «кварцяного війська», та отримання винагород за заслуги перед країною.  У 1619 році згадується як маршалок мозирський.  
Відомо, що був у шлюбі тричі:
- Перший шлюб — Ганна Загоровська.
- Другий шлюб — Софія Миньківська.
- Третій шлюб — Христина Харлинська, донька луцького старости.

Старший син Юрій Бабинський учасник посполитого рушення під час Хмельниччини. Брав участь у боях поблизу Любліна. У його тестаменті від 1650 року йшлося про те, що батько — Іван Бабинський та брат Олександр були поховані в Дорогобужі при Успенському монастирі. Старша донька Івана Бабинського — Катерина, володіла більшістю маєтків по смерті батька і братів. Вона у шлюбі за Юрієм Гораїном. Менша донька Марина Іванівна — черниця Підборецького монастиря ордену василіян у Дубно.